# Eddie Skoller

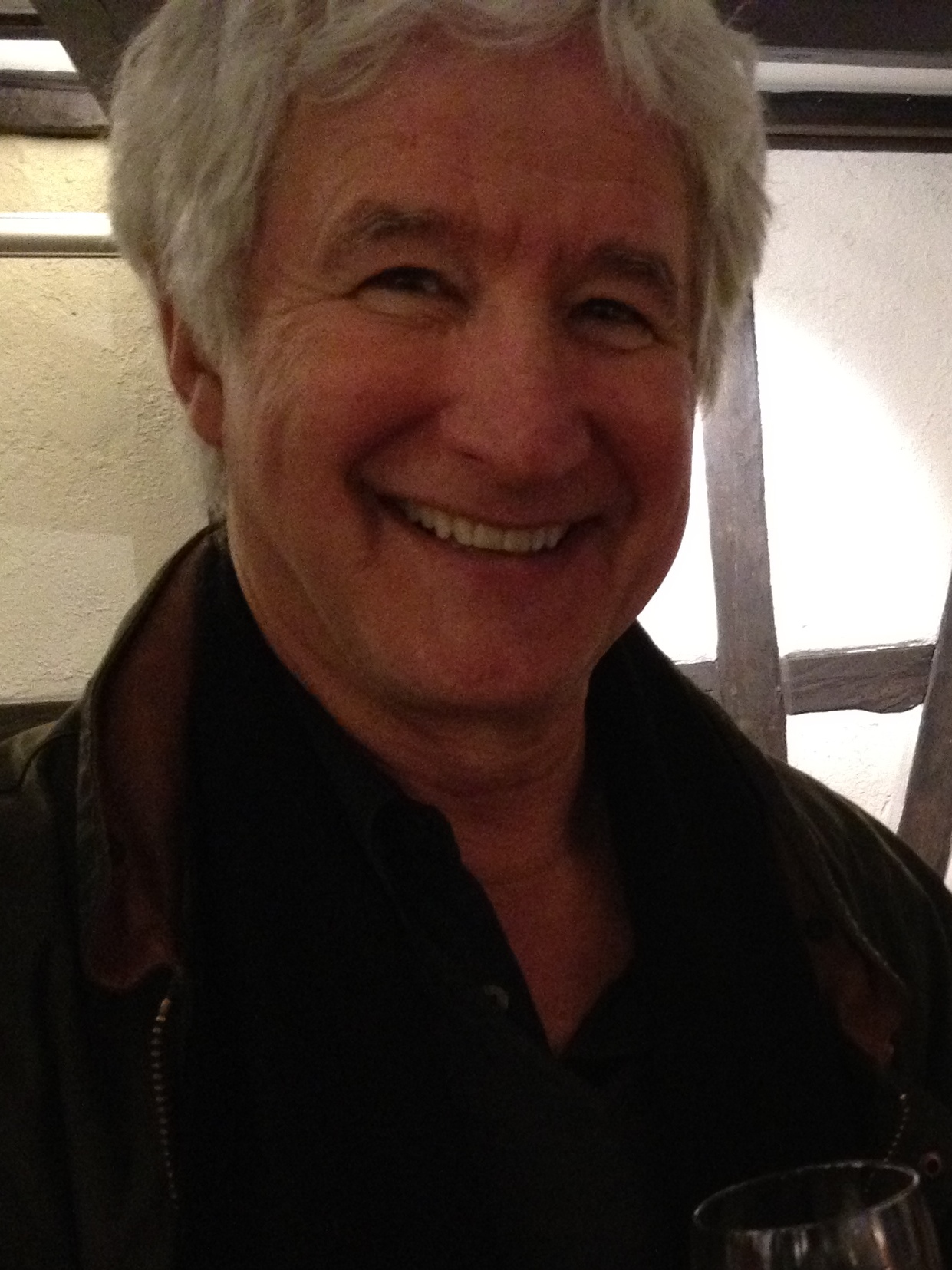
Eddie Skoller (2012)

Edward „Eddie“ Ralf Skoller (* 4. Juni 1944 in St. Louis, Missouri; † 27. August 2023 in Kopenhagen) war ein dänischer Schauspieler, Singer-Songwriter, Komiker und Theaterleiter.

## Leben und Wirken
Eddie Skoller wurde in St. Louis im Bundesstaat Missouri geboren. Seine Mutter stammte aus Schweden und sein Vater war gebürtig aus Russland. Er hatte väterlicherseits auch jüdische Vorfahren. Skoller wuchs ab seinem sechsten Lebensjahr in Dänemark auf und lebte fortan in Kopenhagen. Nach seinem Abitur im Jahr 1962 absolvierte Skoller zunächst ein Studium der Wirtschaftswissenschaften. Zur selben Zeit fing er an als Gitarrist und Pianist in verschiedenen Musikgruppen mitzuspielen.
Skoller absolvierte von 1966 bis 1969 seine professionelle Schauspielausbildung an der Staatlichen Theaterhochschule in Kopenhagen. Zeitgleich absolvierte er auch eine Gesangsausbildung. Ab 1969 wirkte er als Schauspieler vor der Kamera in mehreren Filmen und Fernsehserien mit. In dem Film Take It Easy aus dem Jahr 1986 spielte Skoller den Jazzpianisten Leo Mathisen. Skoller war als Drehbuchautor für Fernsehserien tätig. Sein Bühnendebüt als Darsteller hatte er am 1. Mai 1969 am Theater Helsingør. Als Bühnendarsteller wirkte er in zahlreichen Theaterstücken, Kabarett-Programmen und in Musicals wie Jesus Christ Superstar, Hair oder The Rocky Horror Show mit. Im Kopenhagener Vergnügungspark Tivoli gehörte er über mehrere Jahre hinweg zum festen Bestandteil des Schauspielerensembles. Als Stand-up-Comedian trat Skoller über mehrere Jahrzehnte hinweg in zahlreichen Fernsehshows und auf verschiedenen Theaterbühnen auf. Neben vielen Engagements an namhaften Theaterhäusern, wie beispielsweise am Königlichen Theater Kopenhagen oder am Folketeatret, trat Skoller auch an verschiedenen Provinztheatern und an Kleinkunstbühnen auf. Von 1977 bis 1997 war Skoller als Nachfolger des verstorbenen Thøger Olesen der Direktor des Hjørring-Theaters. Skoller war auch als Synchronsprecher für Animationsfilme und Zeichentrickfilme aktiv, wie beispielsweise für Cars.
Skoller war auch jahrzehntelang als Musiker in verschiedenen Formationen tätig und veröffentlichte in Dänemark als Solokünstler mehrere Alben, darunter auch Kinderlieder und satirische Texte. Er nahm mehrmals am Dansk Melodi Grand Prix als Kandidat teil, dem dänischen Vorentscheid zum Eurovision Song Contest. Dort konnte er sich jedoch nie auf den vordersten Rängen platzieren. Später trat er mehrmals als Moderator dieser Veranstaltung in Erscheinung. Er arbeitete auch mit mehreren namhaften Musikern zusammen, wie beispielsweise mit Kim Larsen oder Bent Fabricius-Bjerre.

## Privates
Eddie Skoller war in erster Ehe von 1966 bis 1975 mit der aus Schweden stammenden Pia Persson verheiratet, mit der er zwei Töchter hatte. In zweiter Ehe war er von 1983 bis 1990 mit der dänischen Schauspielerin Lisbet Lundquist verheiratet, mit der er eine Tochter hatte. In dritter Ehe war er von 1993 bis 2004 mit der aus Norwegen stammenden Musikerin Sissel Kyrkjebø verheiratet, mit der er ebenfalls zwei Töchter hatte. In vierter Ehe war er von August 2016 bis zu seinem Tod mit der Architektin Dorrit Elmquist verheiratet, die er im Jahr 2007 kennengelernt hatte. Die Ehe blieb kinderlos.
Skoller war ein begeisterter Anhänger des Tennissports und des Reitsports.
In seinen letzten Lebensjahren hatte Skoller mit mehreren Erkrankungen zu kämpfen, darunter auch Alzheimer. Skoller starb am 27. August 2023 im Alter von 79 Jahren im Rigshospitalet. Gemäß seinem Wunsch wurde ein Teil der Asche auf dem Mariebjerg-Kirkegard in Gentofte beigesetzt und der andere Teil der Asche im Rahmen einer Seebestattung im Meer verstreut.

## Filmografie
- 1969: Musikalske venner (Fernsehserie)
- 1971: Man skal ikke bide i gifte damers lar
- 1971: Hovedsjaegerne
- 1975: Den vade hone
- 1976: Smolferne og den fortryllede flojte
- 1986: Take It Easy
- 2003: Kvinnen i mitt liv
- 2006: Klovn (Fernsehserie)
- 2009: Manden med de gyldne orer (Fernsehserie, 3 Folgen)

## Diskografie (Auswahl)
- 1971: Facetten
- 1974: Musik blev mit liv
- 1979: Hugo og De Andre
- 1980: What did You Learn in School today
- 1994: Eddie's Bedste